# Ultimate General
Ultimate General est une série de jeux vidéo de stratégie en temps réel ayant pour thème la guerre de Sécession et la guerre d'indépendance des États-Unis. Elle est développée par le studio ukrainien Game-Labs.
Trois jeux existent dans la série : Ultimate General: Gettysburg (2014), Ultimate General: Civil War (2017) et Ultimate General: American Revolution  (2024, en accès anticipé). Le premier se limite à la bataille de Gettysburg tandis que le deuxième offre une campagne sur l'ensemble de la guerre de Sécession ; enfin le troisième est sur la guerre d'indépendance des États-Unis.
Les jeux se basent sur des cartes précises utilisant des images satellites et des graphiques historiques.
Le concept a été repris pour la série connexe Ultimate Admiral : Ultimate Admiral: Age of Sail (2021) et Ultimate Admiral: Dreadnoughts (2023).